# Garelli Car 50
Garelli Car 50 (auch bekannt als Motofurgone Car 50, Capri 50 Transportmoped oder Neckermann-MOCAR) war ein motorisiertes Lastendreirad mit Kabine, das ab etwa 1963 von dem italienischen Hersteller Garelli produziert und unter anderem über das Versandhaus Neckermann in Deutschland angeboten wurde. Es war als günstige Transportlösung für Kurzstrecken- und Haus-zu-Haus-Fahrten im städtischen Bereich vorgesehen und wurde von Neckermann besonders für Kleinbetriebe und Handwerker beworben.

## Beschreibung
Das Fahrzeug basierte auf einem offenen oder kastenförmigen Dreirad-Fahrgestell mit vorderem Einzelrad, kleiner, seitlich offener, einsitziger Fahrerkabine und offener oder geschlossener Ladefläche. Das Vorderrad wurde an einer gezogenen Kurzschwinge geführt. Die Kabine war je nach Modellvariante des Car 50 aus glasfaserverstärktem Kunststoff oder aus Stahlblech.
Das Dreirad hatte einen gebläsegekühlten Garelli-Zweitaktmotor des Typs 354K, 354KR oder 354RKY mit 49 cm³ Hubraum unter dem Fahrersitz; er leistete etwa 3,8–4,5 PS. Angelassen wurde der Motor mit einem Kickstarter. Die Kraft wurde über ein Vierganggetriebe mit Drehgriffschaltung am Lenker an die Hinterachse übertragen. 
Das Car 50 war in mehreren Varianten erhältlich. Für Neckermann unter anderen:
- Modell „Pritsche“: mit offener Ladefläche und optionaler Plane
- Modell „Kasten“: mit geschlossenem Transportaufbau aus Stahlblech mit verschließbarer Hecktür

Zur Ausstattung gehörten eine Windschutzscheibe mit Scheibenwischer, Beleuchtung, Blinker, elektrische Hupe, Rückspiegel und Tachometer. Das Fahrzeug konnte mit einem normalen Führerschein Klasse 4 (ab 16 Jahren) gefahren werden und war versicherungs- und steuerlich günstig. Gelenkt wurde mit einem Mopedlenker.

## Technische Daten
| Merkmal                | Daten                                                            |
| ---------------------- | ---------------------------------------------------------------- |
| Hersteller             | Garelli                                                          |
| Modellbezeichnung      | Car 50, Motofurgone Car 50, Neckermann-MOCAR                     |
| Bauzeit                | ab 1963                                                          |
| Motortyp               | Garelli 354K/354KR/354RKY, 2-Takt, luftgekühlt                   |
| Hubraum                | 49 cm³                                                           |
| Leistung               | 3,8–4,5 PS                                                       |
| Getriebe               | 4-Gang mit Handschaltung                                         |
| Antrieb                | Kette                                                            |
| Höchstgeschwindigkeit  | ca. 50 km/h                                                      |
| Reifen/Felgen          | 12-Zoll-Stahlblechfelgen                                         |
| Bremsen                | Trommelbremse vorn und hinten                                    |
| Kabine                 | Glasfaserkabine, ein Sitz, Windschutzscheibe mit Scheibenwischer |
| Maße (L × B × H)       | 215 × 100 × 165 cm                                               |
| Wendekreis             | 5,60 m                                                           |
| Nutzlast               | ca. 150 kg                                                       |
| Führerscheinklasse (D) | Klasse 4 (ab 16 Jahren)                                          |
| Preis (1968)           | 1.750–1.950 DM                                                   |

## Vertrieb in Deutschland
In Deutschland wurde das Fahrzeug exklusiv über das Versandhaus Neckermann vertrieben und unter dem Namen Neckermann-MOCAR angeboten. Die Werbung stellte die Wirtschaftlichkeit gegenüber herkömmlichen Kleinlieferwagen heraus.